# Marcelo Santiago
Marcelo Daniel Marques Santiago (sinh ngày 18 tháng 3 năm 1988) là một tiền vệ bóng đá người Bồ Đào Nha thi đấu cho Águeda.

## Sự nghiệp câu lạc bộ
Sinh ra ở São João de Loure, Albergaria-a-Velha Municipality, anh thi đấu ở đội trẻ S.C. Beira-Mar trước khi chuyển đến F.C. Porto nơi anh chơi cho đội trẻ (U-19) từ 2005 đến 2007. Mùa giải 2007–08 anh có màn ra mắt ở Tây Ban Nha khi thi đấu cùng với đội B Pontevedra CF tại Tercera División. Mùa giải tiếp theo, anh trở lại Bồ Đào Nha và thi đấu 4 mùa giải tại Second Division B với 4 câu lạc bộ khác nhau mỗi mùa, gồm S.C. Espinho, F.C. Pampilhosa, Gondomar S.C. và C.D. Tondela. Mùa hè năm 2012, anh lại ra nước ngoài, lần này đến Serbia, khi ký hợp đồng với FK Jagodina. Anh không ra sân trận nào tại Serbian SuperLiga và trong kì nghỉ đông, anh trở lại Bồ Đào Nha và gia nhập đội bóng hạng hai Associação Naval 1º de Maio.

## Đội tuyển quốc gia
Marcelo đại diện Bồ Đào Nha tại các cấp độ U-17, U-18 và U-19.